# Alegrete (kommun)
Alegrete är en kommun i Brasilien.   Den ligger i delstaten Rio Grande do Sul, i den södra delen av landet, 1 800 km sydväst om huvudstaden Brasília. Antalet invånare är 77 673.
Följande samhällen finns i Alegrete:
- Alegrete

Trakten runt Alegrete består i huvudsak av gräsmarker. Runt Alegrete är det glesbefolkat, med 12 invånare per kvadratkilometer.